# Univerzita v Göteborgu
Univerzita v Göteborgu (švédsky: Göteborgs universitet) je veřejná univerzita ve švédském městě Göteborg. Byla založena roku 1891 pod názvem Göteborgs högskola. Je třetí nejstarší ze současných švédských univerzit. V roce 1907 jí byl švédskou vládou udělen univerzitní status. S 53 000 studenty je jednou z největších univerzit v severských zemích. Je typickou městskou univerzitou, což znamená, že většina jejích zařízení se nachází v centru Göteborgu. Je rozdělena do osmi fakult a 38 kateder. Podle QS World University Rankings 2025 jde o 71. nejkvalitnější vysokou školu v Evropě a pátou ve Švédsku.